# آنیتا گاریبالدی (سانتا کاتارینا)
آنیتا گاریبالدی (به پرتغالی: Anita Garibaldi) یک شهرداری در برزیل است که در سانتا کاتارینا واقع شده‌است. آنیتا گاریبالدی ۵۸۸٫۶۱۲ کیلومتر مربع مساحت و ۶٬۹۵۷ نفر جمعیت دارد و ۸۸۵ متر بالاتر از سطح دریا واقع شده است.